# Hoya mirabilis
Hoya mirabilis är en oleanderväxtart som beskrevs av Kidyoo. Hoya mirabilis ingår i släktet Hoya och familjen oleanderväxter. Inga underarter finns listade i Catalogue of Life.